# Phaeodaria
Phaeodaria es un grupo de protistas ameboides marinos con axopodios. Tradicionalmente se consideraban radiolarios, pero en los árboles moleculares no aparecen próximos a los otros grupos, y ahora se sitúan entre los cercozoos. Se caracterizan por la estructura de su cápsula central y por la presencia de un phaeodium, un agregado de residuos situado dentro de la célula.
Estos organismos producen esqueletos huecos y amorfos, tanto silíceos como de material orgánico, que se fosilizan raramente. El endoplasma se divide a través de tres aberturas, de las cuales una deja paso a los seudópodos de alimentación, y las otras a los paquetes de microtúbulos en los que se apoyan los axopodios. Al contrario que los radiolarios verdaderos, no presentan puentes cruzados entre ellos. También carecen de algas simbióticas, generalmente viven por debajo de la zona fótica y no producen sulfato estróncico.

## Galería

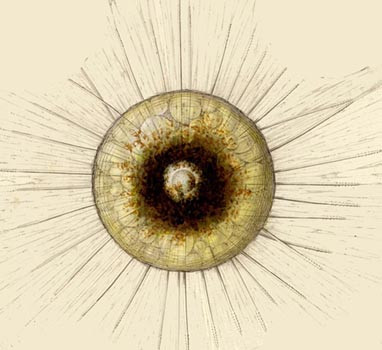
Dibujo de Aulacanthas
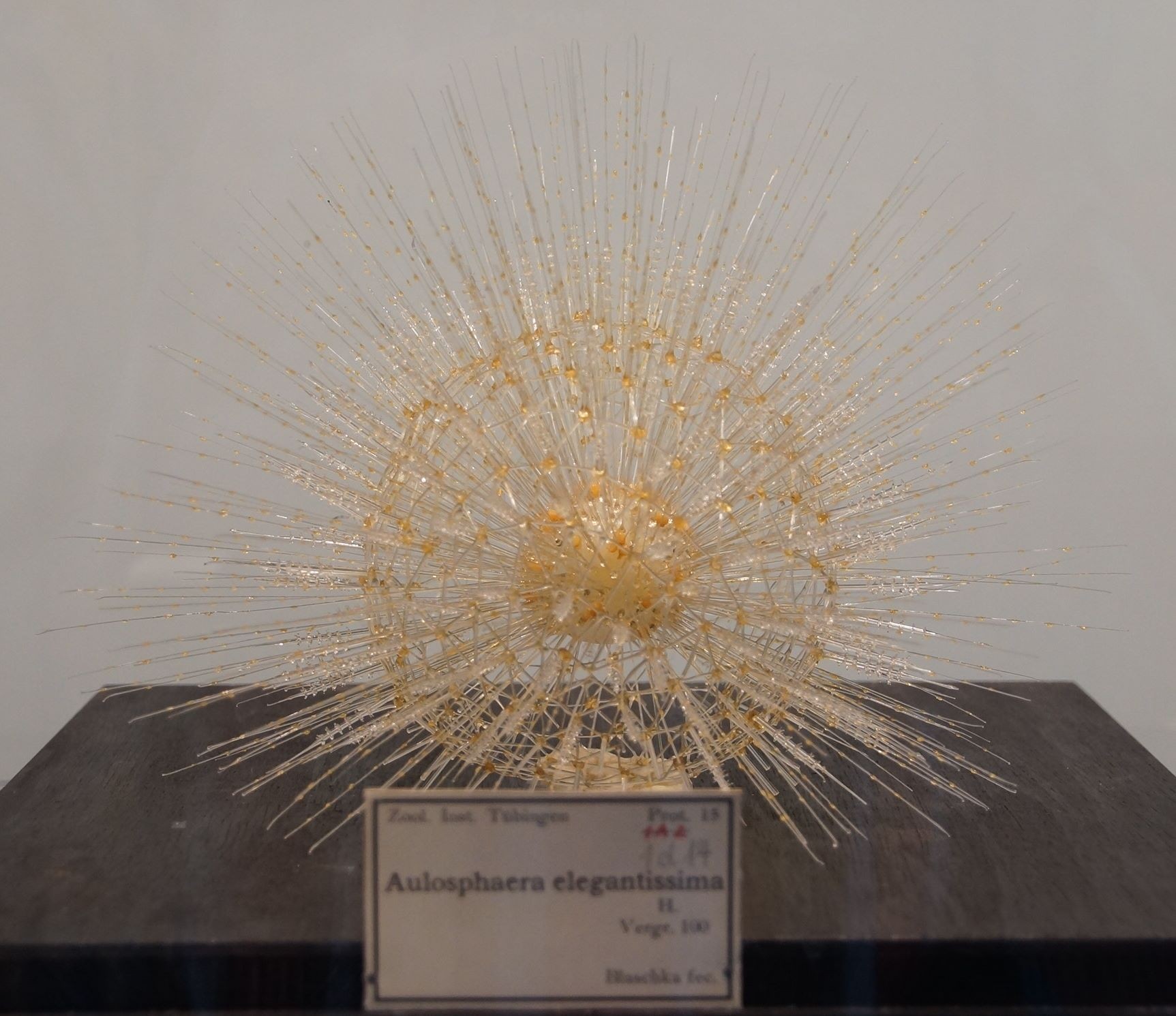
Esquema de los axopodios en Phaeosphaerida
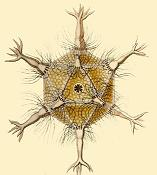
Circogonia icosahedra, una especie de feodario con simetría icosaédrica